# Catalunya – Argentina (29-12-2004)
La selecció catalana de futbol disputà un partit amistós contra la selecció de l'Argentina el 29 de desembre del 2004 al Camp Nou de Barcelona, davant de 65.300 espectadors, que acabà amb victòria de Catalunya per 4-2.

## Fitxa tècnica
| Catalunya | 0 - 3                      | Argentina                                                     |
| --------- | -------------------------- | ------------------------------------------------------------- |
|           | Mundo Deportivo L'Esportiu | 1' Lionel Scaloni · 52' Maxi Rodríguez · 75' Luciano Galletti |

| Catalunya | Argentina |

| CATALUNYA:      |  |                     |  |     |
|                 |  |                     |  |     |
| PO              |  | Víctor Valdés       |  | 64' |
| DF              |  | Alberto Lopo        |  | 64' |
| DF              |  | Oleguer Presas      |  | 72' |
| DF              |  | David Garcia        |  | 46' |
| DF              |  | Curro Torres        |  |     |
| CC              |  | Quique Álvarez (c)  |  |     |
| CC              |  | Sergio González     |  |     |
| CC              |  | Damià Abella        |  | 69' |
| CC              |  | Òscar Serrano       |  | 46' |
| DV              |  | Sergio García       |  |     |
| DV              |  | Ferran Corominas    |  |     |
| Banqueta:       |  |                     |  |     |
| PO              |  | José Miguel Morales |  | 64' |
| DF              |  | Gerard Piqué        |  | 72' |
| DF              |  | Joan Capdevila      |  | 46' |
| CC              |  | Àngel Morales       |  | 64' |
| CC              |  | Jofre Mateu         |  | 46' |
| DV              |  | Jonathan Soriano    |  | 69' |
| Seleccionadors: |  |                     |  |     |
| Pitxi Alonso    |  |                     |  |     |

| ARGENTINA:     |  |                    |  |     |
|                |  |                    |  |     |
| PO             |  | Leo Franco         |  |     |
| DF             |  | Nicolás Burdisso   |  |     |
| DF             |  | Gabi Milito (c)    |  |     |
| DF             |  | Diego Placente     |  |     |
| DF             |  | Leandro Cufré      |  | 46' |
| CC             |  | Santiago Solari    |  | 46' |
| CC             |  | Lionel Scaloni     |  | 76' |
| CC             |  | Aldo Duscher       |  | 76' |
| CC             |  | Ariel Ibagaza      |  | 82' |
| DV             |  | Diego Milito       |  | 46' |
| DV             |  | Luciano Galletti   |  |     |
| Banqueta:      |  |                    |  |     |
| DF             |  | Fabricio Coloccini |  | 46' |
| DF             |  | Clemente Rodríguez |  | 76' |
| CC             |  | Pablo Barrientos   |  | 82' |
| CC             |  | Leonardo Ponzio    |  | 76' |
| DV             |  | Maxi Rodríguez     |  | 46' |
| DV             |  | Fernando Cavenaghi |  | 46' |
| Seleccionador: |  |                    |  |     |
| José Pékerman  |  |                    |  |     |